# Nati nel 1971/Dicembre
| Questa pagina contiene informazioni ricavate automaticamente dalle voci biografiche con l'ausilio del template Bio e di un bot. L'aggiornamento è periodico e automatico e ricostruisce completamente la pagina. Se manca una persona in questa lista, sei pregato di non aggiungerla, ma accertati piuttosto che la sua voce biografica contenga il template Bio e che i dati anagrafici siano correttamente compilati. Se il template Bio manca, inseriscilo tu stesso o, in alternativa, metti l'avviso {{tmp\|Bio}} che ne segnala la mancanza. Se i dati riportati sono sbagliati, correggi direttamente la voce biografica; le modifiche saranno visibili in questa lista entro pochi giorni. Per chiarimenti vedi il progetto biografie. La lista contiene solo le 328 persone che sono citate nell'enciclopedia e per le quali è stato implementato correttamente il template Bio. Pagina aggiornata al 18 ago 2025. |

- 1º dicembre - Baek Hee-na, scrittrice e illustratrice sudcoreana
- 1º dicembre - Lamine Bougherara, allenatore di calcio e ex calciatore algerino
- 1º dicembre - Gonzalo Caneiro, ex cestista uruguaiano
- 1º dicembre - Adela Garcia, ex culturista dominicana
- 1º dicembre - Jason Palmer, imprenditore e politico statunitense
- 1º dicembre - Ruben Rigillo, attore italiano
- 1º dicembre - Trinity, ex wrestler statunitense
- 2 dicembre - Khaled Al-Hazaa, ex calciatore saudita
- 2 dicembre - Vladimir Arnautović, cestista e allenatore di pallacanestro serbo († 2015)
- 2 dicembre - Julio César Baldivieso, allenatore di calcio e ex calciatore boliviano
- 2 dicembre - Luca Bindi, geologo italiano
- 2 dicembre - Frank Cho, fumettista e scrittore statunitense
- 2 dicembre - Omar Codazzi, cantante italiano
- 2 dicembre - DJ Laz, disc jockey e rapper statunitense
- 2 dicembre - Pia Guerra, fumettista statunitense
- 2 dicembre - Wilson Jermaine Heredia, attore e cantante statunitense
- 2 dicembre - Jessie Hicks, ex cestista e allenatrice di pallacanestro statunitense
- 2 dicembre - Ali Reza Mansourian, allenatore di calcio e ex calciatore iraniano
- 2 dicembre - Rachel McQuillan, ex tennista australiana
- 2 dicembre - David Murgia, giornalista, blogger e scrittore italiano
- 2 dicembre - Alessandro Nespolino, fumettista italiano
- 2 dicembre - Günther Neukirchner, allenatore di calcio, ex calciatore e ex giocatore di calcio a 5 austriaco
- 2 dicembre - Francesco Toldo, ex calciatore italiano
- 2 dicembre - Henning Wehland, cantante, conduttore televisivo e produttore discografico tedesco
- 2 dicembre - Mine Yoshizaki, disegnatore e fumettista giapponese
- 3 dicembre - Joseph Gatt, attore britannico
- 3 dicembre - Heiko Herrlich, allenatore di calcio e ex calciatore tedesco
- 3 dicembre - Sha Hopson, cestista statunitense († 2021)
- 3 dicembre - Askia Jones, ex cestista statunitense
- 3 dicembre - Carlotta Miti, attrice italiana
- 3 dicembre - Ola Rapace, attore svedese
- 3 dicembre - Pieter Rossouw, ex rugbista a 15 e allenatore di rugby sudafricano
- 3 dicembre - Frank Sinclair, allenatore di calcio e ex calciatore giamaicano
- 3 dicembre - Henk Timmer, ex calciatore e dirigente sportivo olandese
- 3 dicembre - Keegan Connor Tracy, attrice canadese
- 4 dicembre - Shannon Briggs, pugile, ex kickboxer e attore statunitense
- 4 dicembre - Alberto Corradi, fumettista, scrittore e saggista italiano
- 4 dicembre - Adam Horowitz, sceneggiatore e produttore televisivo statunitense
- 4 dicembre - Nico Montigiani, astronomo italiano
- 4 dicembre - Massimiliano Sirena, velista italiano
- 4 dicembre - Edoardo Sylos Labini, attore italiano
- 5 dicembre - Kliton Bozgo, allenatore di calcio e ex calciatore albanese
- 5 dicembre - Julie Ferrier, attrice francese
- 5 dicembre - Ké, cantante e modello statunitense
- 5 dicembre - Karl-Theodor zu Guttenberg, politico tedesco
- 5 dicembre - Ashia Hansen, ex triplista britannica
- 5 dicembre - Natascha Lusenti, giornalista, conduttrice televisiva e autrice televisiva svizzera
- 5 dicembre - Kali Rocha, attrice statunitense
- 5 dicembre - Kavus Torabi, cantante, compositore e polistrumentista iraniano
- 5 dicembre - Dolly Wells, attrice e sceneggiatrice britannica
- 6 dicembre - Nicola Aldrovandi, ex rugbista a 15 e allenatore di rugby a 15 italiano
- 6 dicembre - Anne Marie Almedal, cantante norvegese
- 6 dicembre - Craig Brewer, regista e sceneggiatore statunitense
- 6 dicembre - Rika Hiraki, ex tennista giapponese
- 6 dicembre - Odd-Bjørn Hjelmeset, ex fondista norvegese
- 6 dicembre - Richard Krajicek, allenatore di tennis e ex tennista olandese
- 6 dicembre - Matt Maloney, ex cestista statunitense
- 6 dicembre - Javier Omar Martínez, ex calciatore honduregno
- 6 dicembre - Ime Oduok, ex cestista nigeriano
- 6 dicembre - Folco Orselli, cantautore e chitarrista italiano
- 6 dicembre - Emiliano Sciarra, autore di giochi italiano
- 6 dicembre - Alessandro Tarafino, allenatore di pallamano e ex pallamanista italiano
- 6 dicembre - Solomon Walker, bassista statunitense
- 6 dicembre - Ryan White, statunitense († 1990)
- 6 dicembre - Válber, ex calciatore brasiliano
- 7 dicembre - Stephanie D'Abruzzo, attrice, cantante e doppiatrice statunitense
- 7 dicembre - Giulio De Vita, fumettista italiano
- 7 dicembre - Spira Grujić, ex calciatore serbo
- 7 dicembre - Mauricio Hadad, ex tennista colombiano
- 7 dicembre - Vladimir Hakobyan, scacchista armeno
- 7 dicembre - Yoshihisa Hirano, compositore giapponese
- 7 dicembre - Christian Kellner, pilota motociclistico tedesco
- 7 dicembre - Chasey Lain, ex attrice pornografica statunitense
- 7 dicembre - André Ristum, regista e sceneggiatore brasiliano
- 7 dicembre - Massimo Rivola, dirigente sportivo italiano
- 7 dicembre - Renato Sini, artista marziale e kickboxer italiano
- 8 dicembre - Mihai Chirilov, critico cinematografico rumeno
- 8 dicembre - Abdullah Ercan, allenatore di calcio e ex calciatore turco
- 8 dicembre - Gita Gopinath, economista statunitense
- 8 dicembre - Gerard Gregg, ex calciatore britannico
- 8 dicembre - Dietmar Hirsch, allenatore di calcio e ex calciatore tedesco
- 8 dicembre - Emix, disc-jockey e produttore discografico italiano
- 8 dicembre - Ryu Shikun, goista sudcoreano
- 8 dicembre - Markus Schleinzer, attore e regista austriaco
- 9 dicembre - Víctor Aristizábal, ex calciatore colombiano
- 9 dicembre - Geoff Barrow, musicista e produttore discografico britannico
- 9 dicembre - Chris Boniol, ex giocatore di football americano e allenatore di football americano statunitense
- 9 dicembre - Carlo Chatrian, giornalista e scrittore italiano
- 9 dicembre - Damian Cotter, allenatore di pallacanestro australiano
- 9 dicembre - Nick Hysong, ex astista statunitense
- 9 dicembre - Astrid Lødemel, ex sciatrice alpina norvegese
- 9 dicembre - Petr Nedvěd, ex hockeista su ghiaccio ceco
- 9 dicembre - Gisella Orsini, scrittrice e ex marciatrice italiana
- 9 dicembre - Srirasmi Suwadee, principessa e ex militare thailandese
- 9 dicembre - Alessandro Teodorani, allenatore di calcio e ex calciatore italiano
- 9 dicembre - Emma Thomas, produttrice cinematografica britannica
- 9 dicembre - Jarkko Tontti, poeta, scrittore e avvocato finlandese
- 9 dicembre - Stéphane Ziani, allenatore di calcio e ex calciatore francese
- 10 dicembre - Alessia Arisi, tennistavolista italiana
- 10 dicembre - Luca Desiata, dirigente d'azienda, latinista e enigmista italiano
- 10 dicembre - Oforia, disc jockey israeliano
- 10 dicembre - Yulia Ryzhova, ex cestista moldava
- 10 dicembre - Carla Sacramento, ex mezzofondista portoghese
- 10 dicembre - Sandro Ventura, ex calciatore brasiliano
- 11 dicembre - Stefano Candiani, politico italiano
- 11 dicembre - Marcos Chicot, scrittore, economista e psicologo spagnolo
- 11 dicembre - Leigh Donovan, ex mountain biker statunitense
- 11 dicembre - Anatolij Kaniščev, ex calciatore russo
- 11 dicembre - Willie McGinest, ex giocatore di football americano statunitense
- 11 dicembre - Olivier Speltens, fumettista belga
- 11 dicembre - Stefano Visi, ex calciatore italiano
- 11 dicembre - Vladislav Zvara, ex calciatore slovacco
- 12 dicembre - Jonah Birir, ex mezzofondista keniota
- 12 dicembre - Philip Boit, ex fondista keniota
- 12 dicembre - Cai Sheng, allenatore di calcio e ex calciatore cinese
- 12 dicembre - Jen Hendershott, culturista statunitense
- 12 dicembre - Dóra Kalmár-Nagy, ex cestista ungherese
- 12 dicembre - Sammy Korir, ex maratoneta keniota
- 12 dicembre - Ondřej Macek, clavicembalista, direttore d'orchestra e musicologo ceco
- 12 dicembre - Oliver Martini, ex pilota automobilistico italiano
- 12 dicembre - Andre Owens, ex cestista statunitense
- 12 dicembre - Khassaraporn Suta, ex sollevatrice thailandese
- 12 dicembre - Haegue Yang, artista sudcoreana
- 13 dicembre - Vaughan Coveny, allenatore di calcio e ex calciatore neozelandese
- 13 dicembre - Filippo Genzardi, attore italiano
- 13 dicembre - Naomi Long, politica britannica
- 13 dicembre - Eddie Newton, allenatore di calcio e ex calciatore inglese
- 13 dicembre - Park Jin-young, cantante, attore e produttore discografico sudcoreano
- 13 dicembre - Van Partible, animatore, regista e sceneggiatore filippino
- 13 dicembre - Jeffrey Pierce, attore e ex modello statunitense
- 13 dicembre - Totchtawan Sripan, allenatore di calcio e ex calciatore thailandese
- 13 dicembre - Oliver Straube, ex calciatore tedesco
- 13 dicembre - Leanne Wood, politica gallese
- 14 dicembre - Viktor Bologan, scacchista moldavo
- 14 dicembre - John Cassaday, fumettista statunitense († 2024)
- 14 dicembre - Dzmitryj Daŭhalënak, ex canoista bielorusso
- 14 dicembre - Riccardo Frizza, direttore d'orchestra italiano
- 14 dicembre - Chris Hakius, batterista statunitense
- 14 dicembre - Jalel Kadri, allenatore di calcio e ex calciatore tunisino
- 14 dicembre - Marzio Martelli, ex tennista italiano
- 14 dicembre - Natascha McElhone, attrice britannica
- 14 dicembre - Luca Monari, ex calciatore italiano
- 14 dicembre - Tia Texada, attrice statunitense
- 14 dicembre - Chris Therien, ex hockeista su ghiaccio canadese
- 14 dicembre - Michaela Watkins, attrice e comica statunitense
- 14 dicembre - Tanja Wedhorn, attrice tedesca
- 15 dicembre - Karen Cashman, ex pattinatrice di short track statunitense
- 15 dicembre - Laura Cavandoli, politica italiana
- 15 dicembre - Julio Herrera Velutini, banchiere venezuelano
- 15 dicembre - Jason Hughes, attore britannico
- 15 dicembre - Clint Lowery, musicista statunitense
- 15 dicembre - Miwa Matsumoto, doppiatrice giapponese
- 15 dicembre - Milena Miconi, attrice, showgirl e ex modella italiana
- 15 dicembre - Necati Şaşmaz, attore turco
- 16 dicembre - Nicola Bacciocchi, ex calciatore sammarinese
- 16 dicembre - Scott Booth, allenatore di calcio e ex calciatore scozzese
- 16 dicembre - Germain Castano, ex cestista e allenatore di pallacanestro francese
- 16 dicembre - Iván Iglesias, ex calciatore spagnolo
- 16 dicembre - Ciro De Cesare, allenatore di calcio e ex calciatore italiano
- 16 dicembre - Christof Duffner, ex saltatore con gli sci tedesco
- 16 dicembre - Paul van Dyk, disc jockey e produttore discografico tedesco
- 16 dicembre - Veronica Galletta, scrittrice italiana
- 16 dicembre - Takuya Ishioka, ex sciatore alpino giapponese
- 16 dicembre - Seyhan Kurt, poeta e scrittore turco
- 16 dicembre - Vito Marchione, ex calciatore lussemburghese
- 16 dicembre - Michael McCary, cantante, attore e personaggio televisivo statunitense
- 16 dicembre - Mauro Roibal, ex giocatore di calcio a 5 uruguaiano
- 16 dicembre - Manuel Rufini, attore italiano
- 16 dicembre - Federica Zanella, politica italiana
- 17 dicembre - Beth Barr, ex nuotatrice statunitense
- 17 dicembre - Rita Engedalen, cantante norvegese
- 17 dicembre - Chuck Evans, ex cestista e allenatore di pallacanestro statunitense
- 17 dicembre - Claire Forlani, attrice britannica
- 17 dicembre - Ignacio Carlos González, ex calciatore e allenatore di calcio argentino
- 17 dicembre - Igor Kokoškov, allenatore di pallacanestro serbo
- 17 dicembre - Nikki McCray, cestista e allenatrice di pallacanestro statunitense († 2023)
- 17 dicembre - Michal Pančík, ex calciatore slovacco
- 17 dicembre - Art'owr Petrosyan, allenatore di calcio e ex calciatore armeno
- 17 dicembre - Tony Richardson, ex giocatore di football americano statunitense
- 17 dicembre - Antoine Rigaudeau, ex cestista e allenatore di pallacanestro francese
- 17 dicembre - Olivier Roller, fotografo francese
- 18 dicembre - Lucy Deakins, avvocato e attrice statunitense
- 18 dicembre - Andrej Filatov, imprenditore e funzionario russo
- 18 dicembre - Claudia Gerini, attrice italiana
- 18 dicembre - René Hake, allenatore di calcio olandese
- 18 dicembre - Ryan Pagente Jimenez, arcivescovo cattolico filippino
- 18 dicembre - Noriko Matsueda, compositrice giapponese
- 18 dicembre - Arantxa Sánchez Vicario, allenatrice di tennis e ex tennista spagnola
- 18 dicembre - Rosella Sensi, imprenditrice, politica e dirigente sportiva italiana
- 18 dicembre - Takahiro Shimotaira, allenatore di calcio e ex calciatore giapponese
- 19 dicembre - Oren Amiel, allenatore di pallacanestro e ex cestista israeliano
- 19 dicembre - Peter van den Berg, allenatore di calcio e ex calciatore olandese
- 19 dicembre - Gianluca Costantini, fumettista italiano
- 19 dicembre - Amy Locane, attrice statunitense
- 19 dicembre - Rohey Malick Lowe, politica gambiana
- 19 dicembre - Julio Mazzoleni, politico e medico paraguaiano
- 19 dicembre - Ruben Niebla, ex giocatore di baseball e allenatore di baseball statunitense
- 19 dicembre - Karen Pickering, ex nuotatrice britannica
- 19 dicembre - Maria Samoroukova, ex cestista russa
- 19 dicembre - Elodie Treccani, attrice italiana
- 19 dicembre - Fabio Vittorini, critico letterario italiano
- 19 dicembre - Figen Yüksekdağ, politica e giornalista turca
- 20 dicembre - Fabrizio Accatino, fumettista italiano
- 20 dicembre - Gene Cross, allenatore di pallacanestro statunitense
- 20 dicembre - Dagmar Huťková, ex cestista slovacca
- 21 dicembre - Alice Bah Kuhnke, giornalista e politica svedese
- 21 dicembre - Con Boutsianis, ex calciatore australiano
- 21 dicembre - Gabriel Caballero, allenatore di calcio e ex calciatore argentino
- 21 dicembre - Matthieu Chedid, cantautore e polistrumentista francese
- 21 dicembre - Margarita Drobiazko, ex danzatrice su ghiaccio lituana
- 21 dicembre - Glenn Fitzgerald, attore statunitense
- 21 dicembre - Natalie Grant, cantautrice statunitense
- 21 dicembre - Jesús Lázaro, ex cestista e allenatore di pallacanestro spagnolo
- 21 dicembre - Rita Pelusio, attrice teatrale e cabarettista italiana
- 21 dicembre - Brett Scallions, cantante e chitarrista statunitense
- 21 dicembre - Pavel Vladimirovič Tregubov, scacchista russo
- 21 dicembre - Sylvain White, regista francese
- 21 dicembre - Tomasz Wieszczycki, ex calciatore polacco
- 22 dicembre - Claire Huddart, ex nuotatrice britannica
- 22 dicembre - Khalid Khannouchi, ex maratoneta e mezzofondista marocchino
- 22 dicembre - Asuka Kurosawa, attrice e modella giapponese
- 22 dicembre - Lee Hye-young, attrice sudcoreana
- 22 dicembre - Marcos Milinković, allenatore di pallavolo e ex pallavolista argentino
- 22 dicembre - Jonny Rödlund, ex calciatore svedese
- 22 dicembre - Deborah Twiss, attrice e regista statunitense
- 22 dicembre - Jonathan Yudis, regista statunitense
- 22 dicembre - Corinne Zago, ex cestista francese
- 22 dicembre - Xawery Żuławski, regista, sceneggiatore e attore polacco
- 23 dicembre - Tamir Bloom, schermidore statunitense
- 23 dicembre - Alessio Buccolini, doppiatore italiano
- 23 dicembre - Paul Camilleri, astronomo australiano
- 23 dicembre - Riccardo Castagna, allenatore di calcio e ex calciatore italiano
- 23 dicembre - Corey Haim, attore canadese († 2010)
- 23 dicembre - Jo Johnson, politico britannico
- 23 dicembre - Aqan Sataev, regista kazako
- 23 dicembre - Steve Stenstrom, ex giocatore di football americano statunitense
- 23 dicembre - Wim Vansevenant, ex ciclista su strada belga
- 23 dicembre - Masayoshi Yamazaki, cantautore e chitarrista giapponese
- 24 dicembre - Giōrgos Alkaios, cantante greco
- 24 dicembre - Fabrice Borer, ex calciatore svizzero
- 24 dicembre - Jeremy Davidson, attore e regista statunitense
- 24 dicembre - Tommi Kautonen, allenatore di calcio e ex calciatore finlandese
- 24 dicembre - Ömer Kılıç, ex calciatore turco
- 24 dicembre - Miguel Lutonda, allenatore di pallacanestro e ex cestista angolano
- 24 dicembre - Ricky Martin, cantante, attore e personaggio televisivo portoricano
- 24 dicembre - Viktorija Navroc'ka, ex cestista ucraina
- 24 dicembre - Oro, wrestler messicano († 1993)
- 24 dicembre - Aki Rahunen, ex tennista finlandese
- 24 dicembre - Christopher Showerman, attore statunitense
- 24 dicembre - Serge Yoffou, ex calciatore ivoriano
- 25 dicembre - Dido, cantante britannica
- 25 dicembre - Carlo Corazzin, ex calciatore canadese
- 25 dicembre - Ralf Eggert, triatleta tedesco
- 25 dicembre - Vladislav Galkin, attore russo († 2010)
- 25 dicembre - Noel Hogan, chitarrista irlandese
- 25 dicembre - Ademola Johnson, ex calciatore e ex giocatore di calcio a 5 nigeriano
- 25 dicembre - Boban Rajović, cantante montenegrino
- 25 dicembre - Noël Sciortino, ex giocatore di beach soccer e ex calciatore francese
- 25 dicembre - Yoji Shinkawa, character designer e illustratore giapponese
- 25 dicembre - György Szabados, storico ungherese
- 25 dicembre - Joakim Sällquist, attore svedese
- 25 dicembre - Moussa Traoré, ex calciatore ivoriano
- 25 dicembre - Justin Trudeau, politico canadese
- 25 dicembre - Patrick Weiser, allenatore di calcio e ex calciatore tedesco
- 26 dicembre - Cécile Bois, attrice francese
- 26 dicembre - Carl Fletcher, ex calciatore canadese
- 26 dicembre - Junichi Inoue, ex pattinatore di velocità su ghiaccio giapponese
- 26 dicembre - Jared Leto, attore, cantautore e musicista statunitense
- 26 dicembre - Mika Nurmela, dirigente sportivo e ex calciatore finlandese
- 26 dicembre - Alexandra Rapaport, attrice cinematografica, attrice teatrale e attrice televisiva svedese
- 26 dicembre - Tatiana Sorokko, supermodella statunitense
- 27 dicembre - Sergej Sergeevič Bodrov, attore e regista russo († 2002)
- 27 dicembre - Luca Boscoscuro, dirigente sportivo e ex pilota motociclistico italiano
- 27 dicembre - Andrea Bruno Savelli, attore, regista e scrittore italiano
- 27 dicembre - Serena Clerici, doppiatrice, direttrice del doppiaggio e dialoghista italiana
- 27 dicembre - Duncan Ferguson, allenatore di calcio e ex calciatore scozzese
- 27 dicembre - Guthrie Govan, chitarrista inglese
- 27 dicembre - Savannah Guthrie, giornalista australiana
- 27 dicembre - Jason Hawes, personaggio televisivo statunitense
- 27 dicembre - Olivier Masset-Depasse, regista e sceneggiatore belga
- 27 dicembre - Kent North, attore pornografico britannico († 2007)
- 27 dicembre - Cristiana Palazzoni, giornalista italiana
- 27 dicembre - Oscar Pozzi, ex ciclista su strada italiano
- 27 dicembre - Sabine Spitz, ex mountain biker tedesca
- 27 dicembre - James Stewart, ex giocatore di football americano statunitense
- 27 dicembre - Tyrone Wheatley, ex giocatore di football americano statunitense
- 27 dicembre - Falko Zandstra, ex pattinatore di velocità su ghiaccio olandese
- 28 dicembre - Diego Abal, arbitro di calcio argentino
- 28 dicembre - Sergi Barjuan, allenatore di calcio e ex calciatore spagnolo
- 28 dicembre - Roberto Cecon, saltatore con gli sci italiano
- 28 dicembre - Anita Doth, cantante olandese
- 28 dicembre - Artur Pagaev, ex calciatore russo
- 28 dicembre - Jan-Derek Sørensen, allenatore di calcio e ex calciatore norvegese
- 28 dicembre - Stephen Wilson, ex atleta paralimpico australiano
- 29 dicembre - Niclas Alexandersson, ex calciatore svedese
- 29 dicembre - Emmanuele Baldini, violinista e direttore d'orchestra italiano
- 29 dicembre - Federico Bergara, ex calciatore uruguaiano
- 29 dicembre - Gianlorenzo Blengini, allenatore di pallavolo italiano
- 29 dicembre - Jeroen Blijlevens, dirigente sportivo e ex ciclista su strada olandese
- 29 dicembre - Dominic Dale, giocatore di snooker gallese
- 29 dicembre - Danilo Lançoni Lacerda, ex giocatore di calcio a 5 brasiliano
- 29 dicembre - Besnik Hasi, allenatore di calcio e ex calciatore albanese
- 29 dicembre - Petra Miescher, politica liechtensteinese
- 29 dicembre - Ottavio Palladini, allenatore di calcio e ex calciatore italiano
- 29 dicembre - Brady Smith, attore statunitense
- 30 dicembre - Bartosz Arłukowicz, politico polacco
- 30 dicembre - Mauro Bergonzi, ex arbitro di calcio e dirigente sportivo italiano
- 30 dicembre - Sergio Blanco, drammaturgo e regista uruguaiano
- 30 dicembre - Lukas Bärfuss, scrittore e drammaturgo svizzero
- 30 dicembre - Christophe Dumas, ex cestista francese
- 30 dicembre - Chris Fisher, regista, sceneggiatore e produttore cinematografico statunitense
- 30 dicembre - Juan Carlos Henao, ex calciatore colombiano
- 30 dicembre - C. S. Lee, attore sudcoreano
- 30 dicembre - Kennedy Ochieng, ex velocista keniota
- 30 dicembre - Paras Bir Bikram Shah Dev, nobile nepalese
- 30 dicembre - Ricardo López Felipe, allenatore di calcio e ex calciatore spagnolo
- 30 dicembre - Thomas Strzalkowski, schermidore statunitense
- 30 dicembre - Daniel Sunjata, attore statunitense
- 30 dicembre - Chris Vance, attore britannico
- 30 dicembre - Paul Wallace, ex rugbista a 15, giornalista e dirigente d'azienda irlandese
- 31 dicembre - Brent Barry, allenatore di pallacanestro, dirigente sportivo e ex cestista statunitense
- 31 dicembre - Diego Dorta, ex calciatore uruguaiano
- 31 dicembre - Erik Johannessen, ex calciatore norvegese
- 31 dicembre - Marcelinho Carioca, ex calciatore brasiliano
- 31 dicembre - Max Novaresi, autore televisivo, conduttore televisivo e conduttore radiofonico italiano
- 31 dicembre - Søren Pape Poulsen, politico danese († 2024)
- 31 dicembre - Heath Shuler, politico e giocatore di football americano statunitense
- 31 dicembre - Rolando Tucker, schermidore cubano